# Cá biển khơi

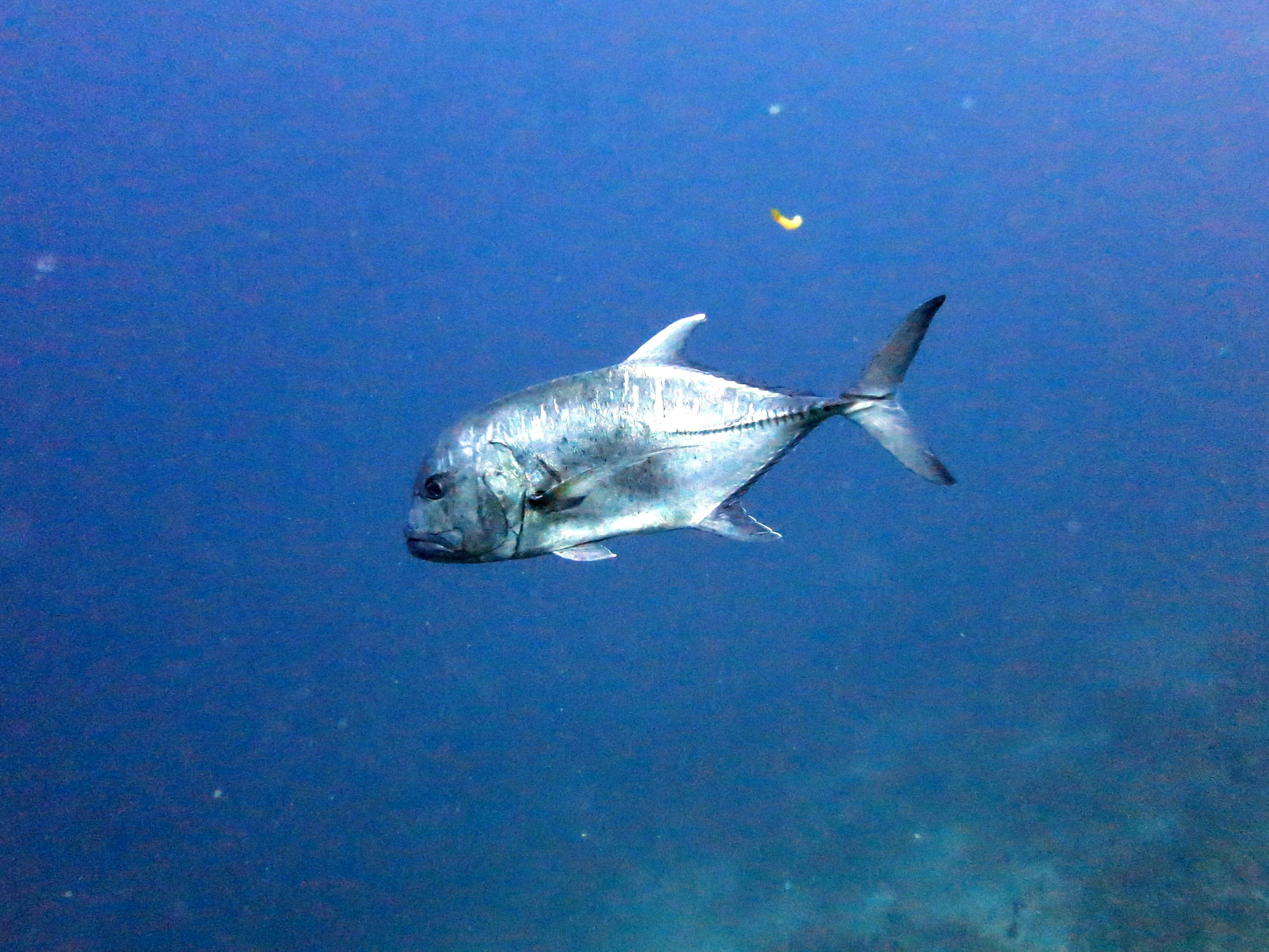
Một con cá sống ở ngoài đại dương khơi xa

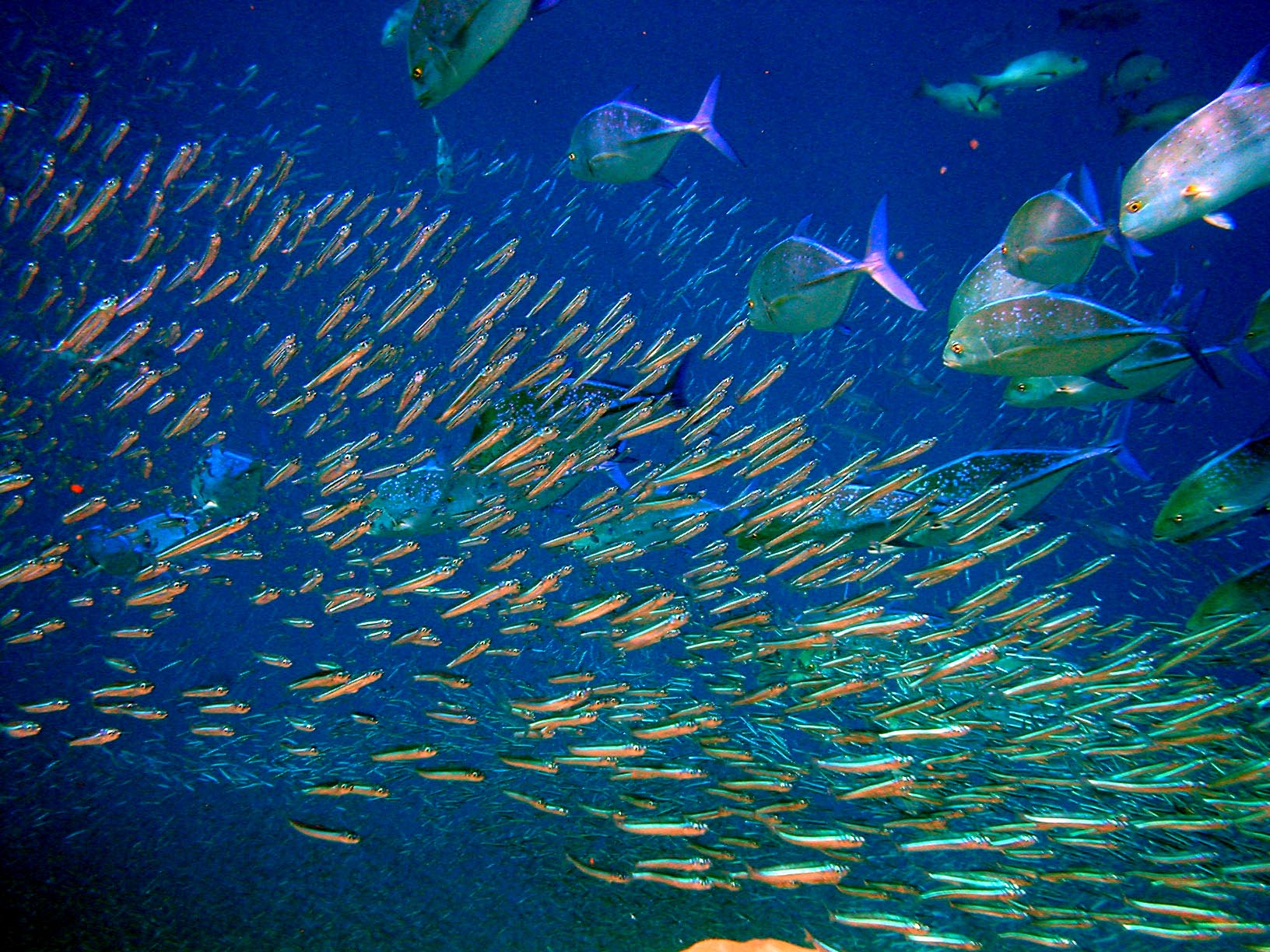
Một đàn cá trổng và bầy cá vẩu

Cá biển khơi, cá khơi xa hay cá nổi là những loài cá biển sống trong vùng ngoài khơi của biển, nghĩa là các tầng nước không gần với đáy nhưng cũng không gần bờ - trái ngược với cá đáy biển hay các loài cá rạn san hô mà môi trường sinh sống của chúng gắn chặt với các rạn san hô. Các loài cá biển khơi là đối tượng quan trọng trong ngành khai thác thủy sản đánh bắt xa bờ, trái ngược với hình thức đánh bắt gần bờ đối với những loài cá ven biển. Nhiều loài cá biển khơi thường có kích thước lớn, số lượng nhiều, giá trị dinh dưỡng cao và là những loài có giá trị kinh tế. Nhóm cá nổi lớn sống chủ yếu ở vùng biển khơi và thường ở tầng mặt, có hiện tượng di cư xa. Nhóm cá nổi lớn hiện nay là đối tượng khai thác chính của nghề cá xa bờ, có giá trị kinh tế cao và là đối tượng xuất khẩu quan trọng.

## Tổng quan
Môi trường sống gần biển hay môi biển là môi trường sống thủy sản, hải sản lớn nhất thế giới, chiếm 1,370 triệu kilomet khối (330 triệu dặm khối), và là môi trường sống cho 11% các loài cá được biết đến. Các đại dương có độ sâu trung bình 4000 mét. Khoảng 98% tổng lượng nước dưới 100 mét, và 75% là dưới 1000 mét. Cá biển biển có thể được chia thành cá ven biển và cá biển đại dương. Cá ven biển sống trong vùng nước tương đối nông và ngập nắng trên thềm lục địa, trong khi cá đại dương sống trong vùng nước rộng lớn và sâu xa hơn thềm lục địa, nhưng chúng cũng có thể bơi gần bờ.
Tầng nổi là phạm vi cá có kích thước từ cá nhỏ ven biển như cá thực phẩm chẳng hạn như cá trích, cá mòi, để động vật ăn thịt các loài cá đại dương lớn, chẳng hạn như cá ngừ vây xanh phương Nam và cá mập đại dương. Chúng thường được đặc trưng bởi khả năng bơi lội nhanh nhẹn với các cơ quan cấu tạo cơ thể được sắp xếp hợp lý tạo khả năng duy trì bơi về sự di cư đường dài. Cá cờ Ấn Độ-Thái Bình Dương, một loại cá nổi đại dương, có thể bơi nước rút hơn 110 km mỗi giờ. Một số loài cá ngừ hành trình qua Thái Bình Dương. Nhiều cá biển bơi trong các làn sóng cá có trọng lượng hàng trăm tấn. Những loài khác là đơn độc.

## Các loài
Ngoài phạm vi 20 hải lý ở biển thì có các loại cá biển ăn nổi, cá biển rạn san hô như cá mú, cá song hay cá nục, òn có nhiều loại cá, hải sản khác có giá trị lớn sinh sống như các loại cá dưa gang, cá ồ, cá thu, cá hồng, cá ngừ đại dương, cá đuối, cá hành, cá lạt, Các loại cá sống ở ngoài 20 hải lý phổ biến như cá nục, cá dưa gang, cá ồ... thường được đánh bắt theo đàn với số lượng lớn. Đối với các loại cá ngoài khơi này, số lượng một đàn có thể lên tới vài tấn. Đặc biệt, cá ngừ không thể sống ở phạm vi cách bờ trong vòng 50 hải lý.
Các loài hải sản kinh tế thường gặp ở vùng biển xa bờ
- Cá Vền biển (Brama orcini)
- Cá Chim đen (Parastromateus niger)
- Cá Ngân (Atule mate): kích thước từ 17 cm trở lên
- Cá khế vây lưng đen (Carangoides melanoptera)
- Cá Nục đỏ đuôi (Decapterus kurroides)
- Cá Nục thuôn (Decapterus macrosoma): kích thước từ 17 cm trở lên
- Cá Nục sồ (Decapterus maruadsi): kích thước từ 17 cm trở lên
- Cá Sòng gió (Megalaspis cordyla)
- Cá Tráo mắt to (Selar crumenophthalmus)
- Cá Cam (Seriola dumerili)
- Cá Cu cam (Seriolina nigrofasciata)
- Cá Mập (Carcharhinus sorrah)
- Cá Chim gai (Psenopsis anomala)
- Cá Lanh/Cá rựa (Chirocentrus dorab)
- Cá Nục heo (Coryphaena hippurus)
- Cá Giả thu (Lepidocybium flavobrunneum)
- Cá Cờ lá (Istiophorus platypterus)
- Cá Cờ đen (Makaira indica)
- Cá Cờ xanh (Makaira mazara)
- Cá Rô biển (Lobotes surinamensis)
- Cá bàn chân (Lophiomus setigerus)
- Cá Đổng sộp (Pristipomoides multidens)
- Cá đầu vuông (Branchiostegus argentatus)
- Cá Bò 1 gai (Aluterus monoceros)
- Cá Đuối dơi (Mobula japanica)
- Cá Lượng sâu (Nemipterus bathybius)
- Cá Lượng dài vây đuôi (Nemipterus virgatus)
- Cá Lượng dơi (Scolopsis taeniopterus)
- Cá Chim 2 vây (Cubiceps baxteri)
- Cá Trác ngắn (Priacanthus macracanthus)
- Cá Trác dài (Priacanthus tayenus)
- Cá Giò (Rachycentron canadum)
- Cá Đù đầu to (Pennahia macrocephalus)
- Cá Thu ngàng (Acanthocybium solandri)
- Cá Ngừ chù (Auxis thazard)
- Cá Ngừ chấm (Euthynnus affinis)
- Cá Bạc má (Rastrelliger kanagurta)
- Cá Thu Nhật (Scomber japonicus)
- Cá Thu vạch (Scomberomorus commerson)
- Cá Thu chấm (Scomberomorus guttatus)
- Cá Ngừ vây vàng (Thunnus albacares)
- Cá Ngừ mắt to (Thunnus obesus)
- Cá Ngừ sọc dưa (Katsuwonus pelamis)
- Cá Nhồng (Sphyraena barracuda)
- Cá Nhồng vàng (Sphyraena obtusata)
- Cá Mối ngắn, vảy dày (Saurida elongata)
- Cá Mối thường, vảy to (Saurida tumbil): kích thước từ 17 cm trở lên
- Cá Mối vạch (Saurida undosquamis): kích thước từ 17 cm trở lên
- Cá Mối hoa (Trachinocephalus myops): kích thước từ 15 cm trở lên
- Cá Hố đầu rộng (Trichiurus lepturus)
- Cá Xem sao (Uranoscopus oligolepis)
- Cá Kiếm (Xiphias gladius)
- Mực xà (Symplectoteuthis oualaniensis)
- Mực nang mắt cáo (Sepia lycidas)
- Mực nang vân hổ (Sepia pharaonis)
- Mực ống (Loligo chinensis)